# Wazon czy kobieta
Wazon czy kobieta, Wazon czy dziewczyna – obraz olejny polskiego malarza akademickiego Henryka Siemiradzkiego z 1878 roku. Obraz jest sygnowany nazwiskiem w dolnym lewym rogu: H. Siemiradzki Rzym MDCCCLXXXVII.
Przedstawiona na płótnie scena rozgrywa się we wnętrzu rzymskiego antykwariatu. Siedzący z wazonem w ręce odziany w togę stary patrycjusz spogląda na zawstydzoną nagą kobietę, prezentowaną mu przez dwóch handlarzy niewolników. Towarzyszy mu młodzieniec, będący prawdopodobnie jego synem, przyjacielem lub kochankiem, stojący z nogą opartą na krześle klismos. Wyraz twarzy obydwu mężczyzn wskazuje, iż nie mają wątpliwości, co do zakupu dziewczyny.
Obraz został zaprezentowany w 1878 roku na wystawie w Paryżu, razem z Pochodniami Nerona oraz Żebrzącym rozbitkiem. Artysta otrzymał za niego złoty medal i Legię Honorową.

## Proweniencja
Przed 1955 rokiem obraz znajdował się w londyńskich zbiorach Newmana oraz u prywatnego kolekcjonera z Kalifornii. W październiku 2005 roku, obraz został sprzedany na licytacji przeprowadzonej przez dom aukcyjny Sotheby’s za 1.416.000 dolarów. Do 25 listopada 2013 roku był to najdroższy obraz polskiego malarza sprzedany na aukcji.